# Cryptocentrus insignitus
Cryptocentrus insignitus is een straalvinnige vissensoort uit de familie van grondels (Gobiidae). De wetenschappelijke naam van de soort is voor het eerst geldig gepubliceerd in 1956 door Whitley.